# Lori cardinal
Chalcopsitta cardinalis
Espèce
Statut de conservation UICN

 LC  : Préoccupation mineure
Statut CITES
Le Lori cardinal (Chalcopsitta cardinalis syn. Pseudeos cardinalis) est une espèce de lori vivant en Papouasie-Nouvelle-Guinée et aux îles Salomon.

## Description
Il mesure 31 cm de long pour un poids de 220 à 250 g. Le plumage est fait de différentes teintes de rouge. Le bec et l'œil sont orange, la peau qui entoure l’œil et les pattes sont grises. Mâle et femelle sont semblables.